# Cereophagus futilalis
Cereophagus futilalis is een vlinder uit de familie van de grasmotten (Crambidae). De wetenschappelijke naam van de soort is voor het eerst gepubliceerd in 1922 gepubliceerd door Harrison Gray Dyar Jr.. 
De soort komt voor in Argentinië (La Rioja).